# Ministri della cultura della Danimarca
I Ministri della cultura della Danimarca dal 1961 ad oggi sono i seguenti.

## Lista
| Ministro            | Ministro          | Ministro                            | Partito                       | Governo                       | Mandato           | Mandato           |
| Ministro            | Ministro          | Ministro                            | Partito                       | Governo                       | Inizio            | Fine              |
| ------------------- | ----------------- | ----------------------------------- | ----------------------------- | ----------------------------- | ----------------- | ----------------- |
| Affari culturali    |                   |                                     |                               |                               |                   |                   |
|                     |                   | Julius Bomholt (1896-1969)          | Federazione Socialdemocratica | Kampmann II                   | 7 settembre 1961  | 3 settembre 1962  |
| Krag I              | 3 settembre 1962  | Julius Bomholt (1896-1969)          | Federazione Socialdemocratica | 26 settembre 1964             |                   |                   |
|                     |                   | Hans Sølvhøj (1896-1969)            | Federazione Socialdemocratica | Krag II                       | 26 settembre 1964 | 28 novembre 1966  |
|                     |                   | Bodil Koch (1903-1972)              | Socialdemocrazia              | Krag II                       | 28 novembre 1966  | 2 febbraio 1968   |
|                     |                   | Kristen Helveg Petersen (1909-1997) | Sinistra Radicale             | Baunsgaard                    | 2 febbraio 1968   | 11 ottobre 1971   |
|                     |                   | Niels Matthiasen (1924-1980)        | Socialdemocrazia              | Krag III                      | 11 ottobre 1971   | 5 ottobre 1972    |
| Jørgensen I         | 5 ottobre 1972    | Niels Matthiasen (1924-1980)        | Socialdemocrazia              | 19 dicembre 1973              |                   |                   |
|                     |                   | Nathalie Lind (1919-1999)           | Venstre                       | Hartling                      | 19 dicembre 1973  | 13 febbraio 1975  |
|                     |                   | Niels Matthiasen (1924-1980)        | Socialdemocrazia              | Jørgensen II                  | 13 febbraio 1975  | 30 agosto 1978    |
| Jørgensen III       | 30 agosto 1978    | Niels Matthiasen (1924-1980)        | Socialdemocrazia              | 26 ottobre 1979               |                   |                   |
| Jørgensen IV        | 26 ottobre 1979   | Niels Matthiasen (1924-1980)        | Socialdemocrazia              | 16 febbraio 1980†             |                   |                   |
| Jørgensen IV        | vacante           | vacante                             | vacante                       | vacante                       | 16 febbraio 1980  | 28 febbraio 1980  |
| Jørgensen IV        |                   |                                     | Lise Østergaard (1924-1996)   | Socialdemocrazia              | 28 febbraio 1980  | 30 dicembre 1981  |
| Jørgensen V         | 30 dicembre 1981  | 10 settembre 1982                   | Lise Østergaard (1924-1996)   | Socialdemocrazia              |                   |                   |
|                     |                   | Mimi Jakobsen (1948)                | Democratici di Centro         | Schlüter I                    | 10 settembre 1982 | 12 marzo 1986     |
|                     |                   | Hans Peter Clausen (1928-1998)      | Partito Popolare Conservatore | Schlüter I                    | 12 marzo 1986     | 10 settembre 1987 |
| Schlüter II         | 10 settembre 1987 | Hans Peter Clausen (1928-1998)      | Partito Popolare Conservatore | 3 giugno 1988                 |                   |                   |
| Cultura             |                   |                                     |                               |                               |                   |                   |
|                     |                   | Ole Vig Jensen (1936-2016)          | Sinistra Radicale             | Schlüter III                  | 3 giugno 1988     | 8 dicembre 1990   |
|                     |                   | Grethe Rostbøll (1941-2021)         | Partito Popolare Conservatore | Schlüter IV                   | 8 dicembre 1990   | 25 gennaio 1993   |
|                     |                   | Jytte Hilden (1942)                 | Socialdemocrazia              | Nyrup Rasmussen I             | 25 gennaio 1993   | 27 settembre 1994 |
| Nyrup Rasmussen II  | 27 settembre 1994 | Jytte Hilden (1942)                 | Socialdemocrazia              | 30 dicembre 1996              |                   |                   |
|                     |                   | Ebbe Lundgaard (1944-2009)          | Sinistra Radicale             | Nyrup Rasmussen III           | 30 dicembre 1996  | 23 marzo 1998     |
|                     |                   | Elsebeth Gerner Nielsen (1960)      | Sinistra Radicale             | Nyrup Rasmussen IV            | 23 marzo 1998     | 27 novembre 2001  |
|                     |                   | Brian Mikkelsen (1966)              | Partito Popolare Conservatore | Fogh Rasmussen I              | 27 novembre 2001  | 18 febbraio 2005  |
| Fogh Rasmussen II   | 18 febbraio 2005  | Brian Mikkelsen (1966)              | Partito Popolare Conservatore | 23 novembre 2007              |                   |                   |
| Fogh Rasmussen III  | 23 novembre 2007  | Brian Mikkelsen (1966)              | Partito Popolare Conservatore | 10 settembre 2008             |                   |                   |
| Fogh Rasmussen III  |                   |                                     | Carina Christensen (1972)     | Partito Popolare Conservatore | 10 settembre 2008 | 5 aprile 2009     |
| Løkke Rasmussen I   | 5 aprile 2009     | 23 febbraio 2010                    | Carina Christensen (1972)     | Partito Popolare Conservatore |                   |                   |
| Løkke Rasmussen I   |                   |                                     | Per Stig Møller (1942)        | Partito Popolare Conservatore | 23 febbraio 2010  | 3 ottobre 2011    |
|                     |                   | Uffe Elbæk (1954)                   | Sinistra Radicale             | Thorning-Schmidt I            | 3 ottobre 2011    | 6 dicembre 2012   |
|                     |                   | Marianne Jelved (1943)              | Sinistra Radicale             | Thorning-Schmidt I            | 6 dicembre 2012   | 3 febbraio 2014   |
| Thorning-Schmidt II | 3 febbraio 2014   | Marianne Jelved (1943)              | Sinistra Radicale             | 28 giugno 2015                |                   |                   |
|                     |                   | Bertel Haarder (1944)               | Venstre                       | Løkke Rasmussen II            | 28 giugno 2015    | 28 novembre 2016  |
|                     |                   | Mette Bock (1957)                   | Alleanza Liberale             | Løkke Rasmussen III           | 28 novembre 2016  | 27 giugno 2019    |
|                     |                   | Joy Mogensen (1980)                 | Socialdemocrazia              | Frederiksen I                 | 27 giugno 2019    | 16 agosto 2021    |
|                     |                   | Ane Halsboe-Jørgensen (1983)        | Socialdemocrazia              | Frederiksen I                 | 16 agosto 2021    | 15 dicembre 2022  |
|                     |                   | Jakob Engel-Schmidt (1983)          | Moderati                      | Frederiksen II                | 15 dicembre 2022  | in carica         |

### Esplicative
1. ↑  Ricopre anche la carica di Ministro per la cooperazione tecnica con i paesi in via di sviluppo e per le questioni di disarmo.
2. ↑  Ricopre anche la carica di Ministro della giustizia.
3. ↑  Ricopre anche le cariche di Ministro dei lavori pubblici fino al 26 febbraio 1977 e, dalla medesima data fino al 30 agosto 1978, di Ministro dell'ambiente.
4. ↑  Ricopre anche la carica di Ministro per gli affari nordici dal 30 dicembre 1981.
5. ↑  Ricopre anche la carica di Ministro delle comunicazioni dal 10 settembre 1987.
6. ↑  Dal 10 settembre 1987.
7. ↑  Ricopre anche la carica di Ministro degli affari ecclesiastici dall'8 marzo 2011.
8. ↑  Ricopre anche la carica di Ministro degli affari ecclesiastici dal 3 febbraio 2014.
9. 1 2 3 4  Ricopre anche la carica di Ministro degli affari ecclesiastici.